# Oeiras, Brazilia
Oeiras este un oraș în Piauí (PI), Brazilia.